# 高睑银杏蟹
高睑银杏蟹（学名：Actaea superciliaris）为扇蟹科银杏蟹属的动物。分布于夏威夷、萨摩亚、吉伯尔特群岛、马绍尔群岛、菲律宾以及中国大陆的海南岛等地，生活环境为海水，一般栖息于低潮线附近的礁石中。